# Улица Кудаковского (Балашиха)
Улица Кудаковского — улица в микрорайоне Балашиха-2 города Балашиха Московской области. Названа после Великой Отечественной войны в честь Героя Советского Союза майора Льва Власовича Кудаковского (1918—1944).

## Описание
Улица расположена в микрорайоне Балашиха-2 на левом берегу реки Пехорка, у прибрежной лесопарковой зоны отдыха.
Отходит перпендикулярно от пешеходного участка Заречной улицы («Бродвея») примерно в юго-восточном направлении. Через квартал пересекается центральной улицей микрорайона Балашиха-2 — улицей Свердлова (перекрёсток нерегулируемый).
Далее несколько по диагонали пересекается улицей Калинина, на углу с которой возведён новый жилой комплекс «Жираф». За этим перекрёстком линию улицы продолжает только тупиковый дворовый проезд вдоль жилого дома (ул. 40 лет Победы, 10). Дальше начинается обширный лесной массив Озёрного лесопарка, в который уходит улица Качалинская сторожка.
Нумерация домов — от Заречной улицы.

## Здания и сооружения
Нечётная сторона
- № 1 — школа № 2
- № 3/15 — жилой дом по ул. Свердлова
- № 7 — школа общеобразовательная № 9
- № 11 — жилой дом
- № 13 — жилой дом (5 этаж.; кирпичн.)[1]
- № 15 - жилой дом (9 этаж.; панельный)

Чётная сторона
- № 2/1. 2/2, 2/3, 2/4, 2/5, 2/6 — комплексная жилая застройка из шести двухэтажных домов с придомовой территорией
- № 4/13 — жилой дом по ул. Свердлова
- № 6/14 — жилой дом по ул. Свердлова
- № 8 — жилой дом [2]
- Корпус 45 — жилой комплекс «Жираф»